# Przygody Sary Jane
Przygody Sary Jane (ang. The Sarah Jane Adventures) – brytyjski serial science-fiction, spin-off serialu Doktor Who. Z powodu śmierci Elisabeth Sladen, odtwórczyni tytułowej postaci, produkcja serialu została przerwana.
W Wielkiej Brytanii serial emitowany był na kanałach BBC One, BBC Two, BBC Three i CBBC Channel. W Polsce produkcja zadebiutowała na kanale Cartoon Network 31 grudnia 2008 roku. Od 8 września 2012 roku serial jest również emitowany przez stację teleTOON+.

## Produkcja

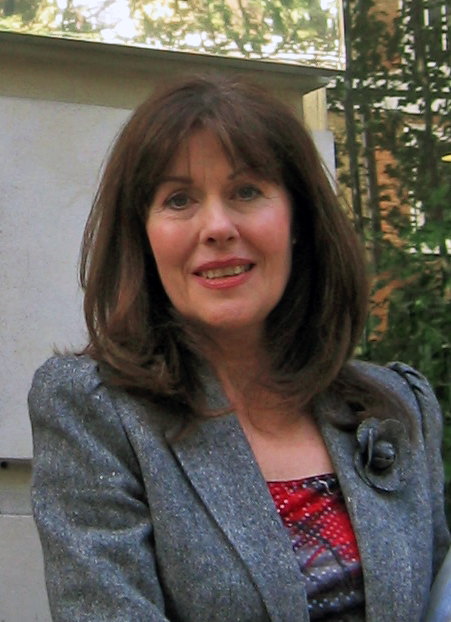
Elisabeth Sladen 2003

Po wznowieniu emisji brytyjskiego serialu Doktor Who w 2005 roku, producent wykonawczy Russell T. Davies przedstawił BBC propozycję nakręcenia dwóch spin-offów: przeznaczonego dla widzów starszych Torchwood oraz młodzieżowego serialu Przygody Sary Jane. Tytułowa bohaterka, Sarah Jane Smith (grana przez Elisabeth Sladen) występowała wcześniej w serialu Doktor Who w latach 1973–1976 u boku trzeciego i czwartego Doktora. Później postać ta jeszcze wielokrotnie powracała na ekrany w odcinkach związanych z serialem Doktor Who – w jednoodcinkowym spin-offie z 1981 roku K-9 and Company, w odcinku specjalnym z okazji dwudziestolecia serialu – The Five Doctors (1983), oraz trzydziestolecia serialu – Dimensions in Time (1993).
Pierwsza wzmianka o produkcji nowego serialu skupiającego się na Sarze Jane pojawiła się w marcu 2006, jeszcze zanim wyemitowano odcinek serialu Doktor Who pt. Zjazd absolwentów. Informacja potwierdza również obecność w spin-offie innego towarzysza Doktora – psa-robota K9. Ten jednakże pojawia się tylko w odcinku noworocznym (Inwazja Bane’ów) i w ostatnim odcinku pierwszej serii Było to związane z konkurencyjną, niezależnie produkowaną serią dla dzieci pod tytułem K-9 i faktem, że BBC nie posiada praw autorskich do K9. Jednakże w 2009 roku robot pojawił się w serialu w odcinku specjalnym From Raxacoricofallapatorius with Love, można go również zobaczyć w sześciu odcinkach trzeciej serii, oraz w kolejnych dwóch w czwartej serii. Nie pojawia się w serii piątej.

## Fabuła
Serial koncentruje się na przygodach dziennikarki śledczej, Sary Jane Smith, która w młodości podróżowała po kosmosie wraz z kosmitą zwanym Doktorem. Po powrocie na Ziemię postanawia na własną rękę walczyć z pozaziemskimi formami życia zagrażającymi jej planecie. Pomagają jej w tym adoptowany syn, wyhodowany przez rasę Bane’ów – Luke, jego szkolni przyjaciele: Maria Jackson i Clyde Langer oraz pozaziemski superkomputer, Pan Smith.

## Obsada i wersja polska
| Postać                       | Aktor               | Dubbing                | Dubbing                                       |
| Postać                       | Aktor               | Cartoon Network        | teleTOON+                                     |
| Postacie główne              | Postacie główne     | Postacie główne        | Postacie główne                               |
| ---------------------------- | ------------------- | ---------------------- | --------------------------------------------- |
| Sara Jane Smith              | Elisabeth Sladen    | Renata Berger          | Joanna Jeżewska                               |
| Maria Jackson                | Yasmin Paige        | Aleksandra Kowalicka   | Agnieszka Marek                               |
| Luke Smith                   | Tommy Knight        | Marek Molak            | Wojciech Rotowski                             |
| Clyde Langer                 | Daniel Anthony      | Jan Boberek            | Józef Pawłowski                               |
| Rani Chandra                 | Anjli Mohindra      | Julia Hertmanowska     | Angelika Kurowska                             |
| Sky Smith                    | Sinead Michael      | –                      | Magda Kusa                                    |
| Pan Smith                    | Alexander Armstrong | Radosław Popłonikowski | Grzegorz Kwiecień                             |
| K–9                          | John Leeson         | ??                     | Klaudiusz Kaufmann                            |
| Postacie drugoplanowe        |                     |                        |                                               |
| Alan Jackson                 | Joseph Millson      | Piotr Grabowski        | Marcin Przybylski                             |
| Chrissie Jackson             | Juliet Cowan        | Lucyna Malec           | Lucyna Malec                                  |
| Haresh Chandra               | Ace Bhatti          | January Brunov         | Grzegorz Damięcki                             |
| Gita Chandra                 | Mina Anwar          | Małgorzata Lewińska    | Monika Krzywkowska                            |
| Postacie gościnne            |                     |                        |                                               |
| Dziesiąty Doktor             | David Tennant       | Karol Wróblewski       | Robert Jarociński (S2) Mirosław Guzowski (S3) |
| Jedenasty Doktor             | Matt Smith          | –                      | Tomasz Borkowski                              |
| Brygadier Lethbridge-Stewart | Nicholas Courtney   | Włodzimierz Bednarski  | Andrzej Blumenfeld                            |
| Jo Jones                     | Katy Manning        | –                      | Barbara Lauks                                 |

## Odcinki
| Serie              | Odcinki | Pierwsza emisja      | Ostatnia emisja      | Pierwsza emisja   | Ostatnia emisja   |
| ------------------ | ------- | -------------------- | -------------------- | ----------------- | ----------------- |
| Odcinek noworoczny | 1       | 1 stycznia 2007      | 1 stycznia 2007      | 31 grudnia 2008   | 31 grudnia 2008   |
| 1                  | 10      | 24 września 2007     | 19 listopada 2007    | 1 stycznia 2009   | 30 stycznia 2009  |
| 2                  | 12      | 29 września 2008     | 8 grudnia 2008       | 30 kwietnia 2009  | 6 września 2009   |
| Odcinek specjalny  | 1       | 13 marca 2009        | 13 marca 2009        | –                 | –                 |
| 3                  | 12      | 15 października 2009 | 20 października 2009 | 16 listopada 2012 | 27 listopada 2012 |
| 4                  | 12      | 11 października 2010 | 16 listopada 2010    | 14 grudnia 2012   | 31 grudnia 2012   |
| 5                  | 6       | 3 października 2011  | 18 października 2011 | 29 stycznia 2013  | 31 stycznia 2013  |

## Nagrody i nominacje
| Rok  | Ceremonia                         | Kategoria                           | Kto                                                                                | Rezultat  | Przypisy |
| ---- | --------------------------------- | ----------------------------------- | ---------------------------------------------------------------------------------- | --------- | -------- |
| 2008 | Royal Television Society          | Dramat dla dzieci                   | The Sarah Jane Adventures                                                          | Nominacja | [ 12 ]   |
| 2008 | BAFTA Cymru                       | Program dla dzieci                  | The Sarah Jane Adventures odcinek Whatever Happened To Sarah Jane? – Matthew Bouch | Nominacja | [ 13 ]   |
| 2008 | British Academy Children’s Awards | Ulubiona seria                      | The Sarah Jane Adventures                                                          | Nominacja | [ 13 ]   |
| 2008 | British Academy Children’s Awards | Dramat                              | The Sarah Jane Adventures – Matthew Bouch, Alice Troughton, Gareth Robers          | Nominacja | [ 13 ]   |
| 2009 | Royal Television Society          | Dramat dla dzieci                   | The Sarah Jane Adventures                                                          | Nominacja | [ 14 ]   |
| 2009 | BAFTA Cymru                       | Program dla dzieci                  | The Sarah Jane Adventures odcinek The Temptation Of Sarah Jane – Nikki Smith       | Nominacja | [ 13 ]   |
| 2009 | British Academy Children’s Awards | Ulubiona seria                      | The Sarah Jane Adventures                                                          | Nominacja | [ 13 ]   |
| 2009 | British Academy Children’s Awards | Dramat                              | The Sarah Jane Adventures – Nikki Smith, Graeme Harper, Gareth Roberts             | Nominacja | [ 13 ]   |
| 2010 | Royal Television Society          | Dramat dla dzieci                   | The Sarah Jane Adventures                                                          | Nominacja | [ 15 ]   |
| 2010 | British Academy Children’s Awards | Ulubiona seria                      | The Sarah Jane Adventures                                                          | Nominacja | [ 13 ]   |
| 2010 | British Academy Children’s Awards | Dramat                              | The Sarah Jane Adventures – Nikki Wilson, Joss Agnew, Gareth Roberts               | Nominacja | [ 13 ]   |
| 2010 | British Academy Children’s Awards | Najlepszy scenarzysta               | Phil Ford za The Sarah Jane Adventures                                             | Nominacja | [ 13 ]   |
| 2010 | BAFTA Cymru                       | Program dla dzieci                  | The Sarah Jane Adventures odcinek The Temptation Of Sarah Jane – Nikki Smith       | Nominacja | [ 13 ]   |
| 2010 | BAFTA Cymru                       | Interaktywność                      | The Sarah Jane Adventures (strona internetowa) – Anwen Aspden, Richard Jenkins     | Nagroda   | [ 13 ]   |
| 2011 | Royal Television Society          | Dramat dla dzieci                   | The Sarah Jane Adventures                                                          | Wygrana   | [ 16 ]   |
| 2011 | British Academy Children’s Awards | Ulubiona seria                      | The Sarah Jane Adventures                                                          | Nominacja | [ 13 ]   |
| 2011 | British Academy Children’s Awards | Dramat                              | The Sarah Jane Adventures – Russell T Davies, Brian Minchin, Ashley Way            | Nominacja | [ 13 ]   |
| 2011 | British Academy Children’s Awards | Najlepszy scenarzysta               | Phil Ford za The Sarah Jane Adventures                                             | Nominacja | [ 13 ]   |
| 2011 | BAFTA Cymru                       | Program dla dzieci                  | The Sarah Jane Adventures odcinek Death Of The Doctor – Brian Minchin              | Nagroda   | [ 13 ]   |
| 2012 | British Academy Children’s Awards | Ulubiona seria                      | The Sarah Jane Adventures                                                          | Nominacja | [ 13 ]   |
| 2012 | British Academy Children’s Awards | Najlepszy scenarzysta               | Phil Ford za The Sarah Jane Adventures                                             | Nominacja | [ 13 ]   |
| 2012 | BAFTA Cymru                       | Program dla dzieci, także animowany | The Sarah Jane Adventures odcinek The Curse Of Clyde Langer – Brian Minchin        | Nominacja | [ 13 ]   |